# Platygaster scutellator
Platygaster scutellator är en stekelart som beskrevs av Fouts 1925. Platygaster scutellator ingår i släktet Platygaster och familjen gallmyggesteklar. Inga underarter finns listade i Catalogue of Life.